# Cinnamomum archboldianum
Cinnamomum archboldianum är en lagerväxtart som beskrevs av C. K. Allen. Cinnamomum archboldianum ingår i släktet Cinnamomum och familjen lagerväxter. Inga underarter finns listade i Catalogue of Life.